# Landkreis Lindau (Bodensee)

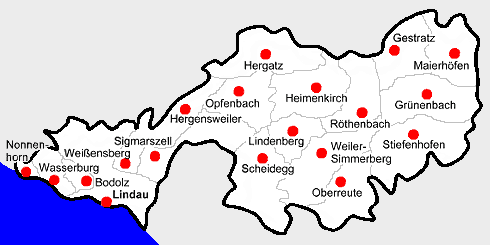
Landkreis Lindau (Skizze)

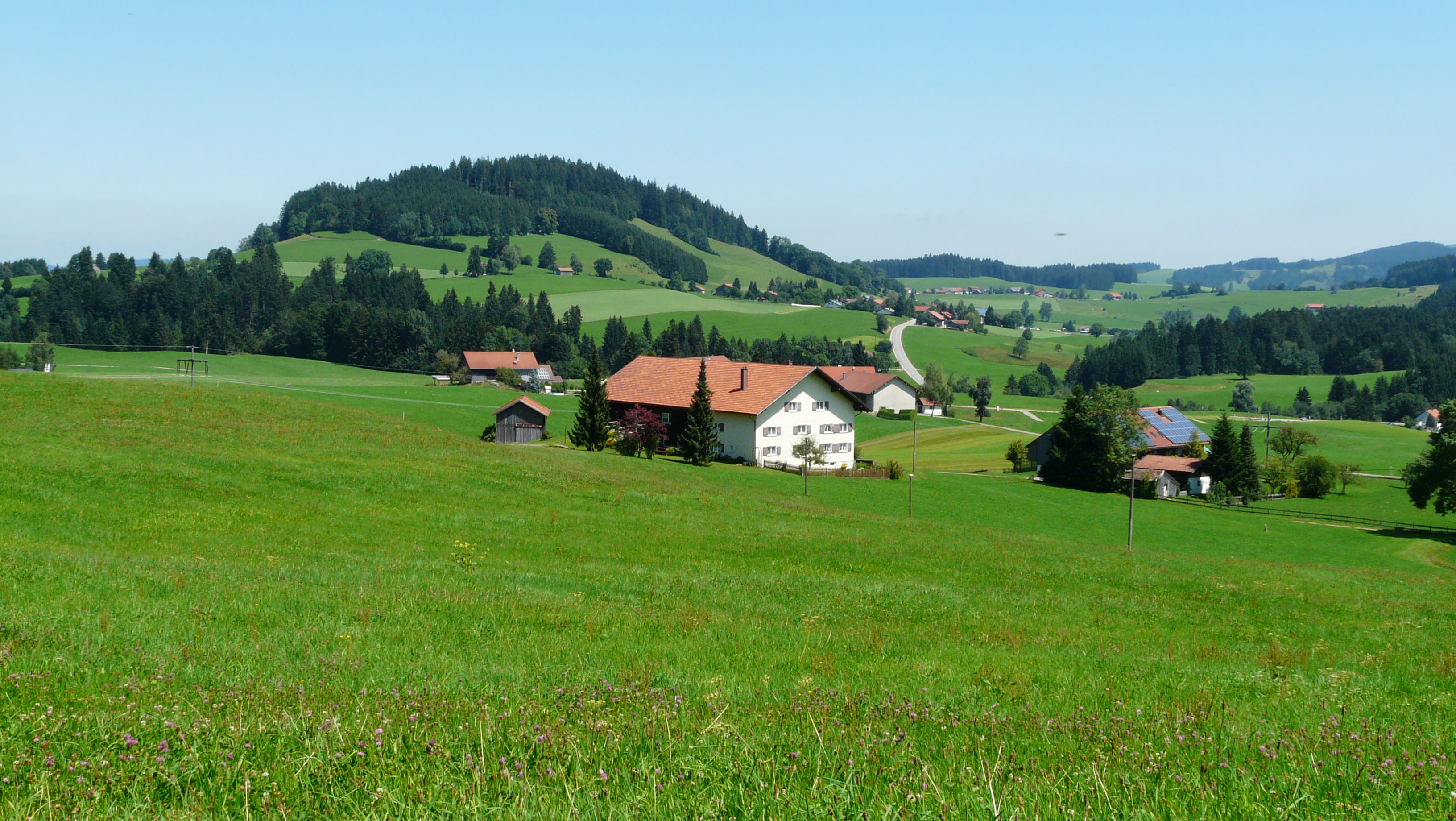
Westallgäu bei Simmerberg

Der Landkreis Lindau (Bodensee) ist ein Landkreis im Südwesten des bayerischen Schwabens. Der Landkreis hat im Südwesten eine natürliche Grenze am Ufer des Bodensees, an dem die Kreisstadt Lindau liegt.

## Geographie

### Lage
Der Landkreis ist Teil des Argengaus und grenzt im Südwesten an die Ufer des Obersees, des östlichen und tiefsten Teils des Bodensees. Auf einer Insel im See befindet sich die Altstadt der Kreisstadt Lindau. Nach Westen folgen Bad Schachen (ein Stadtteil von Lindau), Bodolz, Wasserburg und Nonnenhorn. Die Uferorte sind neben dem Fremdenverkehr auch von der Fischerei und dem Weinanbau geprägt, der vor allem in Nonnenhorn und am Hoyerberg bei Lindau betrieben wird. Nach Nordosten schließt sich ein Hügelland mit Endmoränen und Drumlins an. Der Landkreis ist gleichzeitig Teil des Westallgäus. Der Pfänderstock verläuft in nordnordöstlicher Richtung, die Höhen liegen meist über 700–800 m ü. NHN. Nach Osten folgen weitere parallel zum Pfänderstock verlaufende Bergkämme, der Sulzberg, der Kojen-Schichtkamm und die Salmaser Höhe. Der Landkreis grenzt an das österreichische Bundesland Vorarlberg und durch den Bodensee an die Schweizer Kantone St. Gallen und Thurgau. Höchste Erhebung des Landkreises ist die Kalzhofener Höhe, ein wenig markanter Punkt auf einem Höhenrücken nördlich der Salmaser Höhe mit 1118 m ü. NHN in der Gemeinde Stiefenhofen.
Im Landkreis werden 62,7 Prozent der Gesamtfläche als landwirtschaftliche Flächen genutzt.

### Nachbarkreise
Der Landkreis grenzt im Uhrzeigersinn im Nordwesten beginnend an den Bodenseekreis und an den Landkreis Ravensburg (beide in Baden-Württemberg), an den Landkreis Oberallgäu (in Bayern), sowie an den Bezirk Bregenz (in Vorarlberg, Österreich) und über den Bodensee an die Schweiz (Kanton Sankt Gallen) und Kanton Thurgau.

### Geologie
Geologisch sind sie vor allem durch tertiäre Nagelfluh-Gesteine geprägt.

### Klima
Durch die erheblichen Höhenunterschiede gibt es im Landkreis deutliche klimatische Unterschiede: Während am Bodensee bereits die Obstbäume blühen und Temperaturen über 25 °C erreicht werden, kann man im Westallgäu noch meterhohen Schnee vorfinden. Am Pfänderrücken kommt es zu Steigungsregen, daher sind dort die Jahresniederschläge am höchsten (deutlich über 1.000 mm/a), während es im Westen und Osten trockener ist (um 800 mm/a). Das Westallgäu ist durch eine überdurchschnittliche Sonnenscheindauer (bis 2.000 Stunden pro Jahr) gekennzeichnet.

## Geschichte

### Bis 1800
Der Landkreis war, wie das übrige Bodenseegebiet und Allgäu, in vorgeschichtlicher Zeit von den Kelten besiedelt. Aus dieser Zeit existieren noch keltische Fluchtburgen, die aber kaum noch erhalten sind. 15 v. Chr. eroberten die Römer das Gebiet und verleibten es der Provinz Rätien ein. In Lindau bestand eine römische Werft, archäologische Funde sind im Kreisgebiet jedoch selten. Ab dem 3. Jahrhundert kam es zu vermehrten Einfällen von Alemannen, die das Gebiet nach dem Ende des Römischen Reiches besiedelten. Die Christianisierung erfolgte insbesondere durch St. Gallus und St. Magnus. Die ersten urkundlichen Erwähnungen von frühmittelalterlichen Siedlungen betreffen Haddinwilare das heutige Laiblachsberg (zwischen 769 und 773), Wasserburg (784), Lindenberg im Allgäu (857), Opfenbach (872), Weiler im Allgäu (894). Das Gebiet war überwiegend unter der Herrschaft des Klosters St. Gallen, Teile gehörten dem Kloster Mehrerau bei Bregenz. Am stärksten entwickelte sich Lindau, urkundlich zuerst 882 erwähnt, das sich im 13. Jahrhundert zur Freien Reichsstadt aufschwang und insbesondere durch den Handel wohlhabend wurde. Im späten Mittelalter gingen die ländlichen Gebiete in die Herrschaft des Hauses Montfort, der Fugger und der Habsburger über, die im 18. Jahrhundert mehr als die Hälfte des Kreisgebietes regierten.

### Landgerichte
Durch Napoleon Bonaparte erfolgte eine Neuordnung. 1802 verlor Lindau die Reichsfreiherrlichkeit (Status als Freie Reichsstadt), 1806 erhielt Bayern das Landkreisgebiet. Es wurden die beiden Landgerichte Lindau und Weiler errichtet, die zunächst zum Illerkreis, ab 1808 zum Oberdonaukreis (ab 1838 Schwaben und Neuburg, später nur noch Schwaben) gehörten. Die Stadt Lindau war 1809 aus dem Landgerichtsbezirk ausgeschieden und eine kreisunmittelbare Stadt geworden.

### Bezirksamt
Das Bezirksamt Lindau wurde im Jahr 1862 durch den Zusammenschluss der Landgerichte älterer Ordnung Lindau und Weiler gebildet.
Am 1. Februar 1922 schieden die drei Gemeinden Aeschach, Hoyren und Reutin aus dem Bezirksamt aus und wurden in die unmittelbare Stadt Lindau eingemeindet.
Bezirksamtmänner/Bezirksoberamtmänner
- 1875–1879 Julius von Auer[4]
- 1887–1888 Carl Müller
- 1905–1925 Emil Graf von Hirschberg[4]
- 1925–1933 Karl Leyser
- 1933–1935 Otto Widmann
- 1935–1938 Richard Kummer[4]

### Landkreis vor 1945
Am 1. Januar 1939 wurde wie sonst überall im Deutschen Reich die Bezeichnung Landkreis eingeführt. So wurde aus dem Bezirksamt der Landkreis Lindau (Bodensee).
Am 1. April 1940 wurde die Stadt Lindau in den Landkreis eingegliedert, doch wurde dies am 25. September 1948 wieder rückgängig gemacht.

### Bayerischer Kreis Lindau 1946 bis 1956
Nach dem Zweiten Weltkrieg wurde das Gebiet des Landkreises der französischen Besatzungszone zugeschlagen und gemeinsam mit Württemberg-Hohenzollern verwaltet, während der Rest Bayerns zur amerikanischen Besatzungszone gehörte. Der Landkreis hatte damit eine territoriale Sonderstellung und gehörte weder zu Württemberg-Hohenzollern noch zu Bayern. Erster und einziger Verwaltungschef war von 1946 bis 1956 der Kreispräsident Anton Zwisler (1888–1977), ein gebürtiger Bregenzer.
Das besondere Staatskonstrukt hatte die französische Militärregierung mit der amerikanischen Militärregierung ausgehandelt, um als Landbrücke freien Zugang zu der französischen Besatzungszone in Österreich (Vorarlberg) zu erhalten, nachdem die französische Militärregierung die bayerischen Kreise Sonthofen und Kempten (Allgäu) an die amerikanische Besatzungszone abgetreten hatte. Mit dem österreichischen Staatsvertrag 1955 und dem Abzug der alliierten Besatzungskräfte wurde die Brückenfunktion für Frankreich hinfällig und damit auch die Notwendigkeit einer Sonderstellung.
Der Landkreis Lindau war mit drei Delegierten in der Beratenden Landesversammlung des Landes Württemberg-Hohenzollern und zusammen mit der am 25. September 1948 aus dem Landkreis ausgegliederten Stadt Lindau (Bodensee) bis zum 19. Dezember 1950 auch im Landtag des neu errichteten Landes Württemberg-Hohenzollern vertreten.
Für das Land Lindau gab es eine Reihe von Kosenamen, wie „Zweites Fürstentum Liechtenstein“, „Paradies“, „Deutschlands Fettfleck“ oder „Monte Carlo am Bodensee“. Letzterer Name ging auf das 1950 in Lindau eröffnete Spielcasino zurück. Die anderen Namen spielten auf die finanzielle Autarkie Lindaus an: Der Kreis Lindau durfte alle Steuern und Zölle für sich behalten. Während in anderen Teilen Deutschlands die Menschen vielerorts Hunger litten, hatte Lindau einen Überschuss an Obst, Fleisch und Milch für den Export und eine rege Bautätigkeit aufzuweisen.

### Landkreis ab 1956

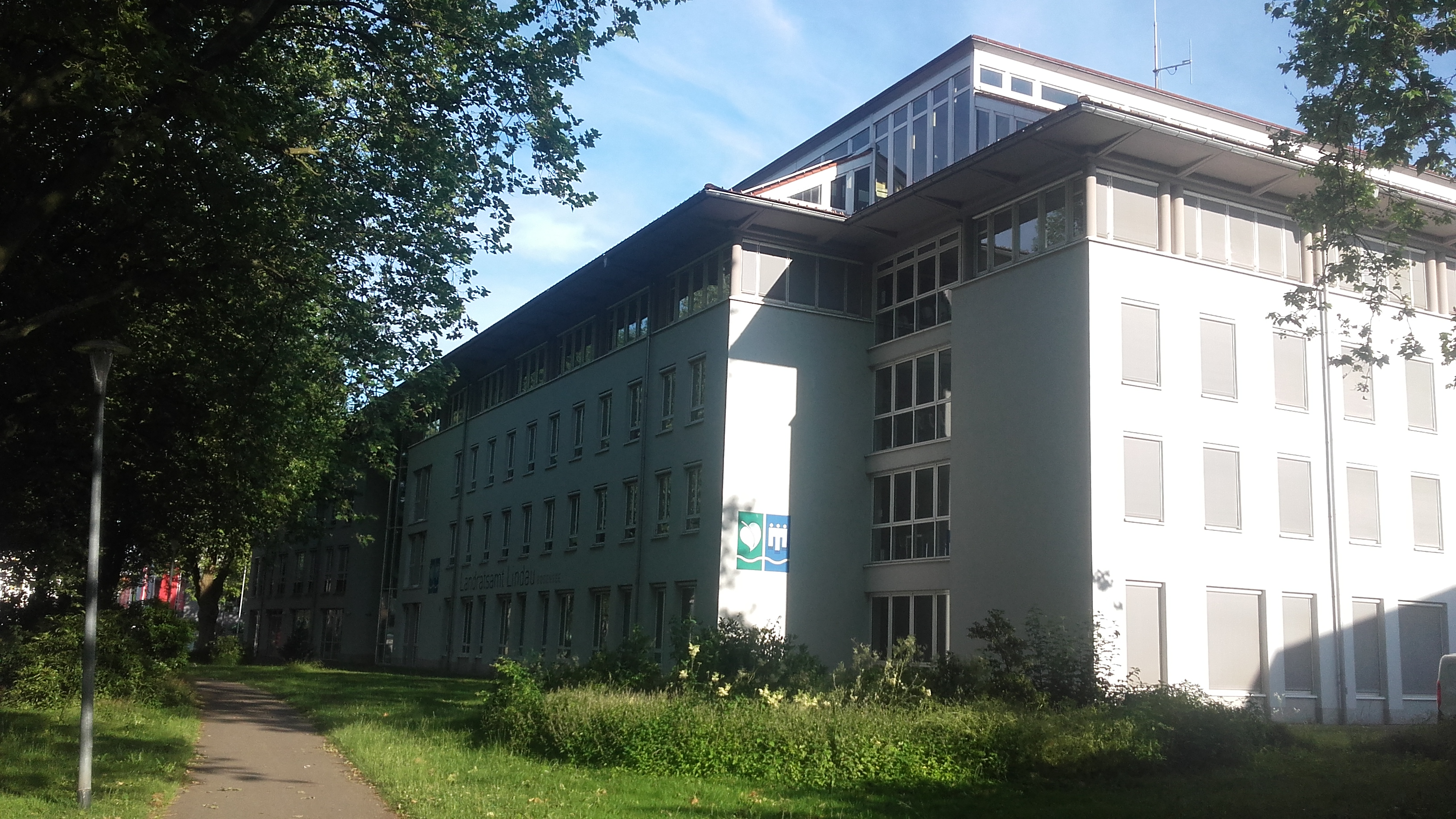
Landratsamt Lindau an der Bregenzer Straße

Die Rückgliederung des Landkreises nach Bayern erfolgte am 1. September 1955. Allerdings wurde eine Übergangszeit ausgehandelt und das Konstrukt endete förmlich am 27. März 1956 in einem Festakt im Alten Rathaus von Lindau unter Anwesenheit von Kreispräsident Anton Zwisler und des bayerischen Ministerpräsidenten Wilhelm Hoegner.
Die Sportvereine des Landkreises Lindau spielen historisch bedingt teilweise noch heute in baden-württembergischen Ligen.
Am 1. Juli 1970 wurde die Gemeinde Stiefenhofen des Landkreises Sonthofen in den Landkreis Lindau (Bodensee) umgegliedert.
Im Rahmen der Gebietsreform in Bayern wurde am 1. Juli 1972 die bis dahin kreisfreie Stadt Lindau (Bodensee) in den Landkreis eingegliedert. Die Stadt Lindau erhielt für den Verlust der Kreisfreiheit den Status einer Großen Kreisstadt.

### Einwohnerstatistik

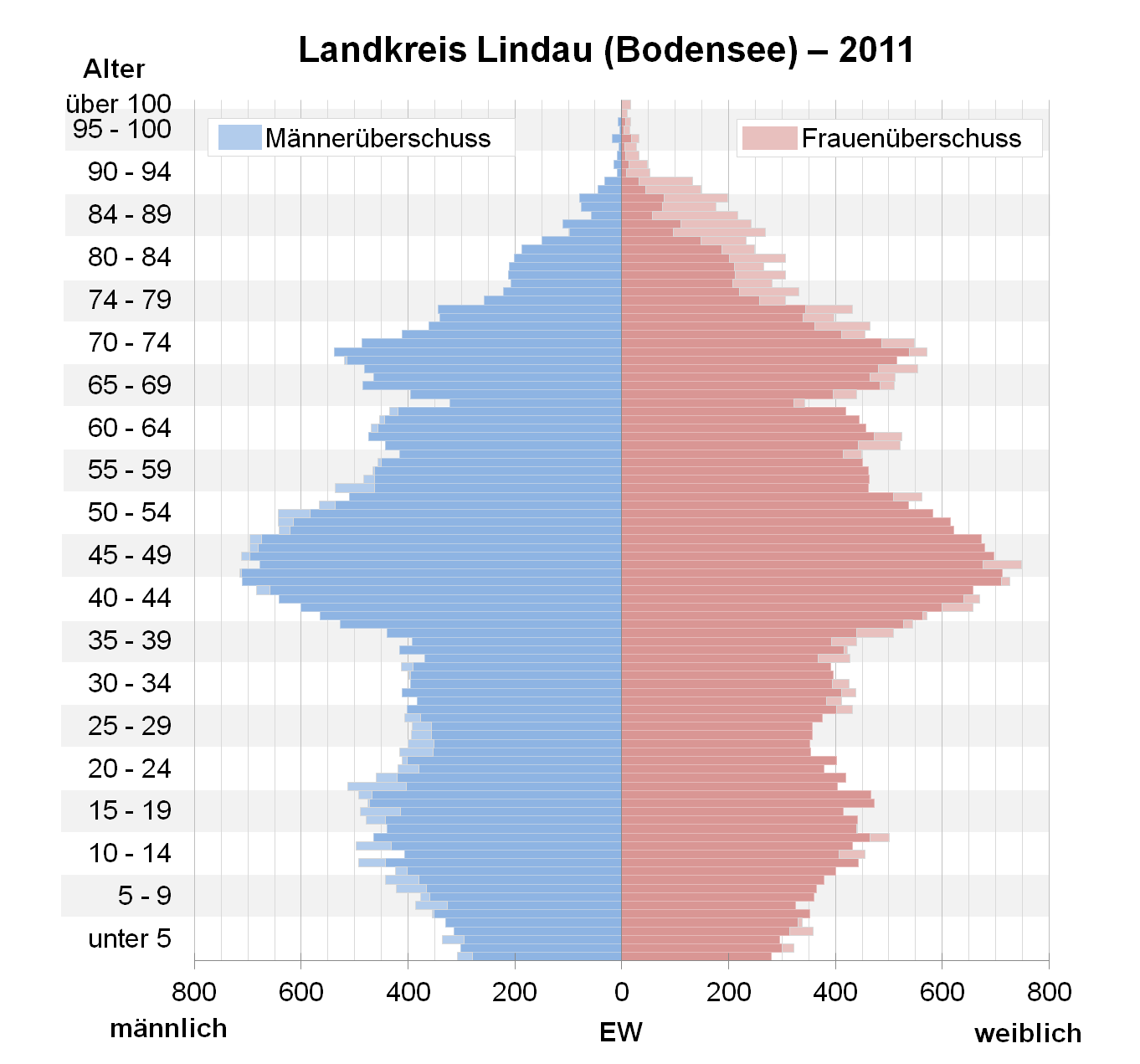
Bevölkerungspyramide für den Kreis Lindau (Bodensee) (Datenquelle: Zensus 2011.)

Der Landkreis Lindau (Bodensee) gewann von 1988 bis 2008 knapp 10.000 Einwohner hinzu bzw. wuchs um ca. 14 %. Zwischen 1988 und 2018 wuchs der Landkreis von 70.274 auf 81.669 um 11.395 Einwohner bzw. um 16,2 % an.
Die nachfolgenden Zahlen beziehen sich auf den Gebietsstand vom 25. Mai 1987.
| Jahr | Einwohner |
| 1840 | 27.543    |
| 1900 | 36.275    |
| 1939 | 47.141    |
| 1950 | 59.304    |
| 1961 | 64.442    |
| 1970 | 68.803    |
| 1987 | 69.522    |

| Jahr | Einwohner |
| 1991 | 74.458    |
| 1995 | 75.796    |
| 2000 | 77.106    |
| 2005 | 79.467    |
| 2010 | 79.769    |
| 2015 | 80.429    |
| 2020 | 82.085    |

### Konfessionsstatistik
Der Anteil der Protestanten und Katholiken an der Gesamtbevölkerung nimmt jährlich um zirka 1 Prozentpunkt ab. Gemäß dem Zensus 2022 waren (Stand Mai 2022) 44,1 % der Einwohner katholisch, 13,4 % evangelisch, und 42,6 % waren konfessionslos, gehörten einer anderen Glaubensgemeinschaft an oder machten keine Angabe.

## Baudenkmäler
Siehe Baudenkmäler im Landkreis Lindau (Bodensee)

## Schutzgebiete
Im Landkreis gibt es zehn Naturschutzgebiete, fünf Landschaftsschutzgebiete, elf FFH-Gebiete und mindestens 18 vom Bayerischen Landesamt für Umwelt ausgewiesene Geotope (Stand August 2016).
Siehe auch:
- Liste der Naturschutzgebiete im Landkreis Lindau (Bodensee)
- Liste der Landschaftsschutzgebiete im Landkreis Lindau (Bodensee)
- Liste der FFH-Gebiete im Landkreis Lindau (Bodensee)
- Liste der Geotope im Landkreis Lindau (Bodensee)

## Politik

### Kreistag
Der Kreistag besteht aus 60 Mitgliedern, die sich nach dem rechts dargestellten Ergebnis Kommunalwahlen vom 15. März 2020 auf folgende Parteien und Wählergemeinschaften aufteilen (mit Vergleichszahlen der Wahl 2014):
| Kreistagswahl 2020Wahlbeteiligung: 55,2 % (+4,5 %) %403020100 32,621,813,79,75,34,64,23,53,21,5 CSUGrüneFWSPDFBeJUFDPÖDPAfDLinkeGewinne und Verlusteim Vergleich zu 2014 %p 8 6 4 2 0 −2 −4 −6 −8−6,8+7,8−5,2−4,0−1,1+4,6+2,0−1,9+3,2+1,5CSUGrüneFWSPDFBJUFDPÖDPAfDLinkeAnmerkungen:e Freie Bürgerschaft | Sitzverteilung im Kreistag Lindau seit 2020Insgesamt 60 Sitze - Linke: 1 - SPD: 6 - Grüne: 13 - ÖDP: 2 - FDP: 2 - FB: 3 - FW: 8 - CSU: 20 - JU: 3 - AfD: 2 |

| Parteien und Wählergemeinschaften | Parteien und Wählergemeinschaften  | 2020   | 2020   | 2014   | 2014   | 2008   | 2008   | 2002   | 2002   | 1996   | 1996   |
| Parteien und Wählergemeinschaften | Parteien und Wählergemeinschaften  | %      | Sitze  | %      | Sitze  | %      | Sitze  | %      | Sitze  | %      | Sitze  |
| --------------------------------- | ---------------------------------- | ------ | ------ | ------ | ------ | ------ | ------ | ------ | ------ | ------ | ------ |
| CSU                               | Christlich-Soziale Union in Bayern | 32,6   | 20     | 39,4   | 24     | 41,0   | 25     | 44,6   | 27     | 42,8   | 27     |
| Grüne                             | Grüne Bayern                       | 21,8   | 13     | 14,0   | 09     | 11,7   | 07     | 9,2    | 05     | 11,0   | 07     |
| FW                                | Freie Wähler Bayern                | 13,7   | 08     | 18,9   | 11     | 21,5   | 13     | 0–     | 0–     | 0–     | 0–     |
| SPD                               | SPD Bayern                         | 9,7    | 06     | 13,7   | 08     | 14,6   | 09     | 19,5   | 12     | 17,6   | 11     |
| FB                                | Freie Bürgerschaft                 | 5,3    | 03     | 6,4    | 04     | 6,8    | 04     | 4,8    | 03     | 4,6    | 02     |
| JU                                | Junge Union                        | 4,6    | 03     | 0–     | 0–     | 0–     | 0–     | 0–     | 0–     | 0–     | 0–     |
| FDP                               | FDP Bayern                         | 4,2    | 02     | 2,2    | 01     | 0–     | 0–     | 0–     | 0–     | 0–     | 0–     |
| ÖDP                               | Ökologisch–Demokratische Partei    | 3,5    | 02     | 5,4    | 03     | 4,4    | 02     | 4,2    | 02     | 3,6    | 02     |
| AfD                               | AfD Bayern                         | 3,2    | 02     | 0–     | 0–     | 0–     | 0–     | 0–     | 0–     | 0–     | 0–     |
| Linke                             | Die Linke Bayern                   | 1,5    | 01     | 0–     | 0–     | 0–     | 0–     | 0–     | 0–     | 0–     | 0–     |
| FWs                               | Freie Wählerschaft                 | 0–     | 0–     | 0–     | 0–     | 0–     | 0–     | 17,7   | 11     | 18,1   | 11     |
| gesamt                            | gesamt                             | 100,1  | 60     | 100,0  | 60     | 100,0  | 60     | 100,0  | 60     | 97,7   | 60     |
| Wahlbeteiligung                   | Wahlbeteiligung                    | 55,2 % | 55,2 % | 50,7 % | 50,7 % | 55,7 % | 55,7 % | 61,1 % | 61,1 % | 66,2 % | 66,2 % |

### Landräte
- 1956–1965: Hans Kleiner
- 1965–1972: Fritz Fugmann (CSU)
- 1972–1996: Klaus Henninger (CSU)
- 1996–2002: Manfred Bernhardt (CSU)
- 2002–2008: Eduard Leifert (SPD)
- seit 1. Mai 2008: Elmar Stegmann (CSU)

Elmar Stegmann wurde bei der Kommunalwahl 2020 mit 92,5 % der gültigen Stimmen erneut im Amt bestätigt.

### Wappen
| | Blasonierung: „Unter Schildhaupt mit den bayerischen Rauten in Silber über blauem Wellenbalken nebeneinander eine grüne Linde und eine dreilatzige rote Fahne mit goldenen Fransen und drei roten Ringen.“ |
| Wappenbegründung: Die bayerischen Rauten im Schildhaupt sind als Hinweis auf die Zugehörigkeit des Landkreises zu Bayern gedacht. Seit Juli 1972 ist die bis dahin kreisfreie Stadt Lindau Teil des Landkreises; ihrem Wappen ist der gleichzeitig auch für den Landkreisnamen redende Lindenbaum entnommen. Der nördliche und östliche Teil des Landkreisgebietes war aufs engste mit dem Geschlecht der Grafen von Montfort verbunden, die dominierende Grund- und Gerichtsherren waren. Die für den Landkreis interessierende Linie Tettnang der Grafen von Montfort führte die dreilatzige Fahne mit drei Ringen im Wappen. Als heraldischer Hinweis auf die örtliche Lage des Landkreises und den Zusatz Bodensee zum Kreisnamen wird in das Landkreiswappen der blaue Wellenbalken aufgenommen. | |

#### Altes Wappen
Bis 1972 galt das untenstehend abgebildete Wappen:
| Wappen von Landkreis Lindau | Blasonierung: „Gespalten von Rot und Silber; vorne eine aufrechte silberne Hand, hinten eine dreilatzige, golden befranste rote Fahne; unten zwei von Silber und Blau gespaltene Wellenbalken“ |
| Wappen von Landkreis Lindau | |

## Wirtschaft
Im Zukunftsatlas 2016 belegte der Landkreis Lindau (Bodensee) Platz 25 von 402 Landkreisen, Kommunalverbänden und kreisfreien Städten in Deutschland und zählt damit zu den Regionen mit „sehr hohen Zukunftschancen“.
Traditionell dominiert im westlichen Teil der Obst- und Weinbau, während die Landwirtschaft des Westallgäus vor allem durch Viehzucht und Milchwirtschaft geprägt ist. Der Tourismus hat in den letzten 100 Jahren stetig an Bedeutung gewonnen. Im Westen, speziell am Bodensee, überwiegen Sommergäste, im Osten der Skitourismus im Winter und Wander- und Kurtourismus im Sommer. Industriezentren sind Lindau (u. a. Obstsaftherstellung durch Lindauer Bodensee-Fruchtsäfte GmbH und Maschinenbau) und Lindenberg (früher Textilindustrie, vor allem (Stroh-)Hüte; heute geprägt durch Liebherr-Aerospace, größter Luftfahrtzulieferer in Deutschland).
Im Oktober 2018 lag die Arbeitslosenquote im Landkreis bei 2,2 %.

## Verkehr

### Bodensee-Schifffahrt
1824 wurde das erste Lindauer Dampfschiff, Max Joseph in Dienst gestellt, damit war Lindau an das Schifffahrtsnetz angeschlossen, 1835 wurde die Lindauer Dampfboot AG gegründet, die später von den Königlich Bayerischen Staatsbahnen übernommen wurde. Durch die Bodenseeschiffe ist der Landkreis mit Österreich, der Schweiz und Baden-Württemberg direkt verbunden.

### Straßenverkehr
Der Landkreis ist durch Autobahnen mit München und Norddeutschland sowie dem westlichen Bodenseegebiet und Österreich verbunden.

### Eisenbahn
Die Bahnstrecke Buchloe–Lindau, welche lange Zeit das verkehrliche Rückgrat des Kreises bildete, wurde ab 1844 von der Bayerischen Staatsbahn als Teil der Ludwig-Süd-Nord-Bahn projektiert. In ihrem Verlauf entstand bei Röthenbach der damals größte Eisenbahndamm der Welt. Die Eröffnung erfolgte 1853, damit war der Landkreis an das bayerische Schienennetz angeschlossen, Bayern erhielt den Anschluss an den Seeweg in die Schweiz. Mit der Bahnstrecke Lindau–Bludenz (1872) war das Kreisgebiet auch per Bahn mit Österreich verbunden. 1874 wurde die Eisenbahn-Trajekt-Linie Lindau–Romanshorn eingerichtet. In den 1890er Jahren wurde in Hergatz gemeinsam mit der Württembergischen Staatsbahn eine Zweiglinie nach Wangen – Kißlegg hergestellt. Auch Weiler im Allgäu wurde durch eine Nebenbahn 1897 an die Hauptstrecke bei Röthenbach angeschlossen. Diese Verbindung wurde von der Gemeinde Weiler selbst finanziert (1960 stillgelegt). Erst 1899 erfolgte der Lückenschluss durch die Bahnstrecke Friedrichshafen–Lindau. 1901 ging die Scheidegger Moosrutsche genannte Lokalbahn Röthenbach–Lindenberg–Scheidegg in Betrieb (1966 stillgelegt).

### Verkehrsverbund
Seit dem Jahr 2017 gehört der Landkreis Lindau dem Bodensee-Oberschwaben Verkehrsverbund (bodo) an. Das Gebiet dieses Verkehrsverbundes erstreckt sich auch auf die benachbarten Landkreise Ravensburg und Bodenseekreis in Baden-Württemberg.

## Gemeinden
Der Landkreis Lindau gliedert sich in 19 Gemeinden, davon 2 Städte, 3 Märkte, 5 Einheitsgemeinden und
3 Verwaltungsgemeinschaften (mit insgesamt 9 Mitgliedsgemeinden).
(Einwohner am 31. Dezember 2024)
| Städte 1. Lindau (Bodensee), Große Kreisstadt (25.845) 2. Lindenberg im Allgäu (11.587) Märkte 1. Heimenkirch (3484) 2. Scheidegg (4432) 3. Weiler-Simmerberg (6365) Verwaltungsgemeinschaften 1. Argental mit Sitz in Röthenbach (Allgäu) (Gemeinden Gestratz, Grünenbach, Maierhöfen und Röthenbach (Allgäu)) 2. Sigmarszell (Gemeinden Hergensweiler, Sigmarszell und Weißensberg) 3. Stiefenhofen (Gemeinden Oberreute und Stiefenhofen) | Weitere Gemeinden 1. Bodolz (2962) 2. Gestratz (1307) 3. Grünenbach (1581) 4. Hergatz (2448) 5. Hergensweiler (1893) 6. Maierhöfen (1470) 7. Nonnenhorn (1756) 8. Oberreute (1654) 9. Opfenbach (2337) 10. Röthenbach (Allgäu) (1955) 11. Sigmarszell (2931) 12. Stiefenhofen (1869) 13. Wasserburg (Bodensee) (3823) 14. Weißensberg (2712) |  |

## Gemeinden des Landkreises vor der Gebietsreform 1971/78
Im Nordosten grenzte der Landkreis an den Landkreis Kempten (Allgäu), im Osten an den Landkreis Sonthofen, im Süden an das österreichische Bundesland Vorarlberg und die kreisfreie Stadt Lindau (Bodensee), im Westen an den baden-württembergischen Landkreis Tettnang und im Norden an den ebenfalls in Baden-Württemberg liegenden Landkreis Wangen sowie die Gemeinde Achberg, die bis 1969 zum Landkreis Sigmaringen, danach zum Landkreis Wangen gehörte.
Die 28 Gemeinden des Landkreises Lindau (Bodensee) vor der Gemeindereform 1971/78. Die Gemeinden, die es heute noch gibt, sind fett geschrieben.
| ehemalige Gemeinde           | heutige Gemeinde       |
| ---------------------------- | ---------------------- |
| Bodolz                       | Bodolz                 |
| Bösenreutin                  | Sigmarszell            |
| Ebratshofen                  | Grünenbach             |
| Ellhofen                     | Weiler-Simmerberg      |
| Gestratz                     | Gestratz               |
| Grünenbach                   | Grünenbach             |
| Harbatshofen                 | Stiefenhofen           |
| Hege                         | Wasserburg am Bodensee |
| Heimenkirch (Markt)          | Heimenkirch            |
| Hergensweiler                | Hergensweiler          |
| Lindenberg im Allgäu (Stadt) | Lindenberg im Allgäu   |
| Maierhöfen                   | Maierhöfen             |
| Maria-Thann                  | Hergatz                |
| Niederstaufen                | Sigmarszell            |
| Nonnenhorn                   | Nonnenhorn             |
| Oberreitnau                  | Lindau (Bodensee)      |
| Oberreute                    | Oberreute              |
| Opfenbach                    | Opfenbach              |
| Röthenbach (Allgäu)          | Röthenbach (Allgäu)    |
| Scheffau                     | Scheidegg              |
| Scheidegg (Markt)            | Scheidegg              |
| Sigmarszell                  | Sigmarszell            |
| Simmerberg (Markt)           | Weiler-Simmerberg      |
| Unterreitnau                 | Lindau (Bodensee)      |
| Wasserburg (Bodensee)        | Wasserburg (Bodensee)  |
| Weiler im Allgäu (Markt)     | Weiler-Simmerberg      |
| Weißensberg                  | Weißensberg            |
| Wohmbrechts                  | Hergatz                |

Landkreis Lindau (Bodensee), Gemeindegrenzenkarte von 1961

Lage in Bayern

Die Gemeinde Mitten wurde am 23. März 1926 in Wasserburg (Bodensee) umbenannt. Die Gemeinden Oberreitnau und Unterreitnau wurden am 1. Juli 1971 zur Gemeinde Reitnau zusammengeschlossen, die ihrerseits am 1. Januar 1976 in die Stadt Lindau eingegliedert wurde.

## Kfz-Kennzeichen
Während der französischen Besatzung galt im Landkreis zunächst von 1947 für zwei Jahre das Kürzel X. 1948 wurde zudem das Kürzel FBy eingeführt, welches für „Französisch-Bayern“ stand. Ersteres Kennzeichen wurde 1950 durch die Kennbuchstaben By ersetzt. Bis 1956 wurden die Kürzel „FBy“ und „By“ für den Landkreis ausgegeben.
Am 1. Juli 1956 wurden dem Landkreis und der kreisfreien Stadt Lindau (Bodensee) bei der Einführung der bis heute gültigen Kfz-Kennzeichen das Unterscheidungszeichen LI zugewiesen. Es wird im Landkreis durchgängig bis heute ausgegeben.